# Мамутица (ТВ серија)
Мамутица (хрв. Mamutica) је хрватска криминалистичка ТВ серија, која је премијерно емитована од 2008. до 2009. године на Хрватској радио-телевизији.
У Србији је премијерно емитована током 2018. године на каналу Топ ТВ. Од 2019. године, емитује се на каналу Нова.

## Радња
Радња серије је смештена у Мамутицу, велику стамбену зграду у Загребу, а протагонистa је њен домар Божидар „Божо” Ковачевић, иначе бивши полицајац. Божо је своје искуство, односно познавање зграде и њених станара, користио како би свом пријатељу, полицијском инспектору Јерку помогао у решавању низа криминалистичких случајева у и око зграде.

## Епизоде
| Сезона | Сезона | Епизоде | Премијерно приказивање | Премијерно приказивање |
| Сезона | Сезона | Епизоде | Почетак приказивања    | Крај приказивања       |
| ------ | ------ | ------- | ---------------------- | ---------------------- |
|        | 1      | 20      | 15. новембар 2008.     | 28. март 2009.         |
|        | 2      | 20      | 17. фебруар 2010.      | 17. јул 2010.          |

## Улоге
| Глумац          | Улога             | Сезоне |
| --------------- | ----------------- | ------ |
| Сретен Мокровић | Божидар Ковачевић | 1−2    |
| Љубомир Керекеш | Јерко             | 1−2    |
| Еција Ојданић   | Јелена Ковачевић  | 1−2    |
| Иво Грегуревић  | начелник Павковић | 1−2    |
| Филип Крижан    | Роберт Ковачевић  | 1−2    |
| Олга Пакаловић  | Жељка             | 2      |
| Мислав Чавајда  | Матко             | 2      |
| Наташа Јањић    | Мартина           | 1      |
| Нела Кочиш      | Кики              | 1−2    |
| Лена Политео    | Ивка Шибл         | 1−2    |
| Игор Ковач      | Јурица            | 1−2    |